# Partido de Castelli
Partido de Castelli är en kommun i Argentina.   Den ligger i provinsen Buenos Aires, i den östra delen av landet, 170 km söder om huvudstaden Buenos Aires. Antalet invånare är 7 852.
Trakten runt Partido de Castelli består till största delen av jordbruksmark. Runt Partido de Castelli är det mycket glesbefolkat, med 3 invånare per kvadratkilometer.